# Tyrannochthonius insulae
Espèce
Tyrannochthonius insulae est une espèce de pseudoscorpions de la famille des Chthoniidae.

## Distribution
Cette espèce est endémique de la Trinité à Trinité-et-Tobago.

## Description
Les femelles mesurent de 0,9 à 1,05 mm.

## Publication originale
- Hoff, 1946 : Three new species of Heterosphyronid Pseudoscorpions from Trinidad. American Museum Novitates, vol. 1322, p. 1-13 (texte intégral).